# 乔治·赛姆
乔治·布兰德·赛姆（英語：George Brander Sime，1915年2月28日—1990年9月9日），英国前男子曲棍球运动员。他曾代表英国国家队参加1948年夏季奥林匹克运动会曲棍球比赛，获得一枚银牌。